# Samuel Osgood
Samuel Osgood (Andover, 3 febbraio 1748 – New York, 12 agosto 1813) è stato un politico statunitense, 1° Direttore delle Poste.

## Biografia
Fu il primo direttore generale delle poste degli Stati Uniti durante la presidenza di George Washington (1º presidente).
Studiò quella che all'epoca veniva chiamata Dummer Academy (ora The Governor's Academy), ed in seguito al college di Harvard dove specializzandosi in teologia terminò il suo percorso di studi nel 1770. Come militare prese parte all'assedio di Boston e dopo aver assistito il generale Artemas Ward si congedò con il grado di colonnello.
Era un membro dell'American Philosophical Society, ed aveva una stretta corrispondenza con George Washington e Thomas Jefferson. Alla sua morte il corpo venne seppellito a Manhattan.

## Riconoscimenti
Due strade a North Andover, stato del Massachusetts, portano il suo nome.